# Batalla de Sardrud
La batalla de Sardrud fou un combat decisiu que es va lliurar entre els Kara Koyunlu manats pel seu beg Kara Yusuf i el príncep timúrida (net de Tamerlà), Abu Bakr ibn Miran Shah, que intentava controlar Azerbaidjan. Es va lliurar el 19 d'abril de 1408. Kara Yusuf va derrotar decisivament a Abu Bakr que es va haver de retirar a Sultaniya. El seu pare (i fill de Tamerla), Miran Xah, va morir en el combat.

## Antecedents
A la primavera els amirs dels Ja'un-i Qurban, Nawruz i Abd al-Rahman que havien sortir de Samarcanda amb 5.000 homes (passant primer per Coràsmia i d'allí fins Mazanderan) van arribar a Rayy. Abu Bakr els va fer una oferta per passar al seu servei, que fou acceptada i es van reunir a la cort del príncep prop de Derguzin. El projecte era arrabassar l'Azerbaidjan als turcmans que el dominaven des de finals del 1406 després de la batalla de Nakhitxevan o de l'Araxes. L'exèrcit va marxar cap a Tabriz.

## Batalla de Sardrud (abril de 1408)
Kara Yusuf, assabentat de l'arribada de les forces d'Abu Bakr, va anar a Schenbi-Ghazan l'11 d'abril de 1408 i va protegir aquesta plaça amb una rasa. Allí es van dirigir els aliats d'Abu Bakr, Bistam Jagir (amb els seus germans Mansur i Masum i el fill Akhi Farrukh) i Husayn Sad (amb el seu germà Muhammad) amb 20.000 homes. El 19 d'abril els dos exèrcits es van trobar en un lloc anomenat Sardrud, a 8 km al sud de Tabriz. La valentia d'Abu Bakr fou immensa però no va aconseguir la victòria que va caure del costat de Kara Yusuf. Abu Bakr es va retirar cap a Sultaniya.
Muizz al-Din Miran Xah va morir en aquesta batalla. El seu cap fou presentat a Kara Yusuf que va renyar al soldat, va fer rentar el cap i el va fer enterrar amb el cos a Surkhab d'on més tard foren tret els ossos i portats cap a Samarcanda sent depositats a la cúpula verda de Kix. Kara Yusuf va dir que si Miran Xah li hagués estat portat viu l'hauria tractat conforme a la seva dignitat.